# Campionatul European AIACR
Campionatul European al Piloților a fost o competiție anuală de curse auto care a existat înainte de înființarea campionatului mondial de Formula 1 în 1950. Acesta a fost înființat în 1931 și s-a desfășurat până la sfârșitul anului 1939, cu o pauză între 1933 și 1934, și a acordat puncte piloților pe baza rezultatelor unor curse de Mare Premiu selectate, așa-numitele Grandes Épreuves (acest termen a fost folosit pentru cele mai prestigioase curse încă din anii 1920; singura Grande Épreuve care a fost exclusă din campionat a fost Marele Premiu al Germaniei din 1931). Campionatul a fost întrerupt din cauza izbucnirii celui de-al Doilea Război Mondial în 1939 și niciun campion nu a fost declarat oficial pentru ultimul sezon.
Campionatul a fost condus de Association Internationale des Automobile Clubs Reconnus (AIACR), precursoarea FIA, care este astăzi organismul mondial de conducere a sporturilor cu motor.

## Istoric

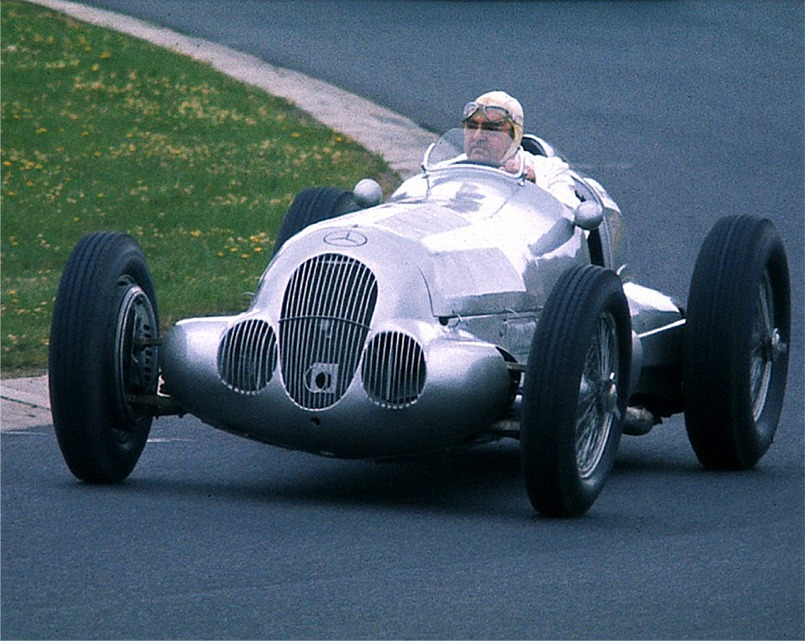
Hermann Lang prezentând un Mercedes-Benz W125 la Nürburgring în 1977. Lang a condus un W125 spre victorie la debutul său din 1937.

Sezoanele 1931 și 1932 s-au desfășurat în conformitate cu regulamentele existente ale Formulei Libre, cu o greutate minimă a mașinii de 900 kg. Calendarul a cuprins Marele Premiu al Italiei, Marele Premiu al Franței și Marele Premiu al Belgiei/Marele Premiu al Germaniei.
În 1934, AIACR a introdus o limită maximă de greutate de 750 kg pentru mașinile de Mare Premiu. Încă din 1933, noul cancelar Adolf Hitler anunțase că va oferi 450.000 de reichsmark companiilor germane pentru a construi mașini de Mare Premiu. În cele din urmă, banii au fost împărțiți între ofertanți, Mercedes-Benz și nou formatul Auto Union. Auto Union a preluat conceptul P-Wagen al lui Ferdinand Porsche și a pus motorul în spatele pilotului. Ambii producători germani s-au dovedit dominanți în aproape toate cursele la care au participat. Aceste mașini au fost baza pentru înscrierile celor două companii în primul an al Campionatului European. Alte înscrieri au venit de la producători precum Alfa Romeo, a cărei echipă era condusă de Scuderia Ferrari, Maserati și Bugatti.
Formula de 750 kg a durat până la sfârșitul anului 1937. Până atunci, mașinile germane aveau peste 600 CP, de două ori mai mult decât se așteptau factorii de decizie să fie posibil cu această limită de greutate. Pentru 1938, a fost introdusă o nouă formulă, care limita și dimensiunile motoarelor. Mașinilor cu compresor de supraalimentare li s-a permis să aibă o capacitate a motorului între 666 cc și 3.000 cc, în timp ce mașinilor cu aspirație normală li s-a permis între 1.000 cc și 4.500 cc. Mașinile trebuiau să cântărească între 400 kg și 850 kg; greutatea minimă exactă specificată în regulament depindea de capacitatea motorului unei mașini și urma o scară liniară.

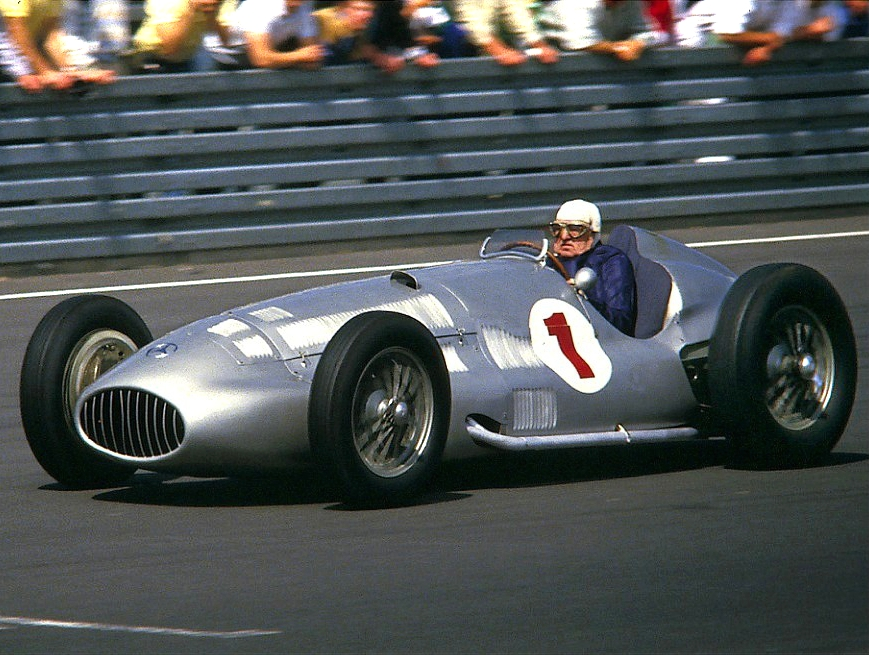
Hermann Lang, deși a terminat al doilea la puncte în 1939 cu Mercedes-Benz W154 (ilustrat aici în 1986), a fost declarat campion de germani.

La reuniunea de final de sezon a AIACR de la sfârșitul anului 1938, s-a exprimat faptul că unii nu erau mulțumiți de utilizarea sistemului de punctaj curent de atunci. Reprezentantului Belgiei, Langlois, i s-a cerut să propună un sistem alternativ pentru 1939. Langlois a avut nevoie de câteva luni pentru a propune un nou sistem și nu există nicio dovadă care să sugereze că sistemul de punctaj anterior a fost anulat.
În 1939, a izbucnit războiul și AIACR nu s-a putut întruni pentru a publica un set oficial de rezultate ale campionatului. Hermann Lang a fost declarat campion european de Adolf Hühnlein de la NSKK, care era și președintele celei mai înalte organizații de curse din Germania, Oberste Nationale Sportbehörde für die Deutsche Kraftfahrt. Declarația lui Hühnlein a fost publicată în Völkischer Beobachter, buletinul oficial al partidului Nazist. Hühnlein a sugerat că Lang a terminat sezonul cu 23 de puncte, dar acest lucru contravine sistemului oficial de punctaj, conform căruia Hermann Paul Müller ar fi fost campion.

## Rezumatul rezultatelor

### Sistemul de punctaj
Spre deosebire de sistemul modern de punctaj din Formula 1, campionatul acorda mai puține puncte pentru clasările superioare; campionul era pilotul care încheia sezonul cu cel mai mic număr de puncte. Campionatul acorda unul, două și trei puncte pentru locurile întâi, al doilea și, respectiv, al treilea. Ceilalți concurenți primeau puncte în funcție de procentul din distanța parcursă, după cum urmează.
| % finalizat | Puncte |
| ----------- | ------ |
| >75%        | 4      |
| 50–75%      | 5      |
| 25–50%      | 6      |
| <25%        | 7      |

Neparticiparea la cursă sau neprezentarea la start îi aducea pilotului opt puncte. Piloții obțineau puncte doar cu mașina cu care participau la cursă. În 1931, copiloții erau eligibili pentru a obține puncte în campionat, dar numai cu mașina la care fuseseră repartizați la start și cu condiția să fi efectuat un stint în mașină în timpul cursei. Începând cu 1932, dacă un pilot își preda mașina unui alt pilot la mijlocul cursei, doar pilotul inițial obținea puncte din poziția finală a mașinii.

### Istoria campionatului
| Sezon     | Pilotul campion                                                                | Echipă                                                                         | Pole-uri                                                                       | Victorii                                                                       | Podiumuri                                                                      | Tururi rapide                                                                  | Puncte                                                                         | Diferență (pct.)                                                               | Mari Premii       | Mari Premii       | Mari Premii       | Mari Premii       | Mari Premii       | Mari Premii       | Mari Premii       |
| --------- | ------------------------------------------------------------------------------ | ------------------------------------------------------------------------------ | ------------------------------------------------------------------------------ | ------------------------------------------------------------------------------ | ------------------------------------------------------------------------------ | ------------------------------------------------------------------------------ | ------------------------------------------------------------------------------ | ------------------------------------------------------------------------------ | ----------------- | ----------------- | ----------------- | ----------------- | ----------------- | ----------------- | ----------------- |
| 1931      | Ferdinando Minoia                                                              | Alfa Romeo                                                                     | 0                                                                              | 0                                                                              | 2                                                                              | 0                                                                              | 9                                                                              | 0                                                                              | ITA               | FRA               | BEL               |                   |                   |                   |                   |
| 1932      | Tazio Nuvolari                                                                 | Alfa Romeo                                                                     | 0                                                                              | 2                                                                              | 3                                                                              | 2                                                                              | 4                                                                              | 4                                                                              | ITA               | FRA               | GER               |                   |                   |                   |                   |
| 1933–1934 | Nu s-a desfășurat                                                              | Nu s-a desfășurat                                                              | Nu s-a desfășurat                                                              | Nu s-a desfășurat                                                              | Nu s-a desfășurat                                                              | Nu s-a desfășurat                                                              | Nu s-a desfășurat                                                              | Nu s-a desfășurat                                                              | Nu s-a desfășurat | Nu s-a desfășurat | Nu s-a desfășurat | Nu s-a desfășurat | Nu s-a desfășurat | Nu s-a desfășurat | Nu s-a desfășurat |
| 1935      | Rudolf Caracciola                                                              | Mercedes-Benz                                                                  | 0                                                                              | 4                                                                              | 5                                                                              | 1                                                                              | 11                                                                             | 6                                                                              | MCO               | FRA               | BEL               | GER               | SUI               | ITA               | ESP               |
| 1936      | Bernd Rosemeyer                                                                | Auto Union                                                                     | 1                                                                              | 3                                                                              | 3                                                                              | 3                                                                              | 10                                                                             | 5                                                                              | MCO               | GER               | SUI               | ITA               |                   |                   |                   |
| 1937      | Rudolf Caracciola                                                              | Mercedes-Benz                                                                  | 3                                                                              | 3                                                                              | 4                                                                              | 2                                                                              | 13                                                                             | 2                                                                              | BEL               | GER               | MCO               | SUI               | ITA               |                   |                   |
| 1938      | Rudolf Caracciola                                                              | Mercedes-Benz                                                                  | 0                                                                              | 1                                                                              | 4                                                                              | 0                                                                              | 8                                                                              | 7                                                                              | FRA               | GER               | SUI               | ITA               |                   |                   |                   |
| 1939      | Titlul nu a fost acordat din cauza începerii celui de-al Doilea Război Mondial | Titlul nu a fost acordat din cauza începerii celui de-al Doilea Război Mondial | Titlul nu a fost acordat din cauza începerii celui de-al Doilea Război Mondial | Titlul nu a fost acordat din cauza începerii celui de-al Doilea Război Mondial | Titlul nu a fost acordat din cauza începerii celui de-al Doilea Război Mondial | Titlul nu a fost acordat din cauza începerii celui de-al Doilea Război Mondial | Titlul nu a fost acordat din cauza începerii celui de-al Doilea Război Mondial | Titlul nu a fost acordat din cauza începerii celui de-al Doilea Război Mondial | BEL               | FRA               | GER               | SUI               |                   |                   |                   |